# Hôtel de Vinols
L'hôtel de Vinols est un monument situé dans la ville du Puy-en-Velay dans le département de la Haute-Loire.
Les façades et les toitures sont inscrites au titre des monuments historiques par arrêté du 25 juin 1951.